# Radovan Krajinović
Radovan Krajinović (23 de abril de 1945) es un deportista yugoslavo que compitió en judo. Ganó una medalla de plata en el Campeonato Europeo de Judo de 1968 en la categoría abierta.

## Palmarés internacional
| Campeonato Europeo | Campeonato Europeo | Campeonato Europeo | Campeonato Europeo |
| Año                | Lugar              | Medalla            | Categoría          |
| ------------------ | ------------------ | ------------------ | ------------------ |
| 1968               | Lausana (Suiza)    | Medalla de plata   | Abierta            |